# Aljaksandra Narkevič
Aljaksandra Narkevіč (in bielorusso Аляксандра Наркевіч?; traslitterazione anglosassone Aliaksandra Narkevich; Minsk, 22 dicembre 1994) è una ginnasta bielorussa.

## Biografia
Ha partecipato ai Giochi della XXX Olimpiade di Londra 2012, conquistando la medaglia d'argento con le proprie compagne della nazionale bielorussa nel concorso a squadre.
Ai campionati mondiali ha conquistato due medaglie d'argento, sempre nelle gare a squadre, in due edizioni delle rassegne iridate: a Mosca 2010 ed a Montpellier 2011.
Ai campionati europei ha conquistato una medaglia d'oro e due d'argento, sempre nelle gare a squadre, a Nižnij Novgorod 2012.

## Palmarès

### Olimpiadi
- 1 medaglia:
  - 1 argento (concorso a squadre a Londra 2012).

### Mondiali
- 2 medaglie:
  - 2 argento (gara a squadre a Mosca 2010; gara a squadre a Montpellier 2011).

### Europei
- 3 medaglie:
  - 1 oro (3+2 attrezzi a squadre a Nižnij Novgorod 2012).
  - 2 argenti (concorso a squadre, 5 attrezzi a squadre a Nižnij Novgorod 2012).